# 奎斯特崖
82°36′S 155°10′E / 82.600°S 155.167°E
奎斯特崖（英語：Quest Cliffs）是南極洲的山崖，位於奧次地，屬於地質學家嶺的一部分，由新西蘭探險隊命名，該山崖現時由南極條約體系管理。